# Nhân khẩu Pháp

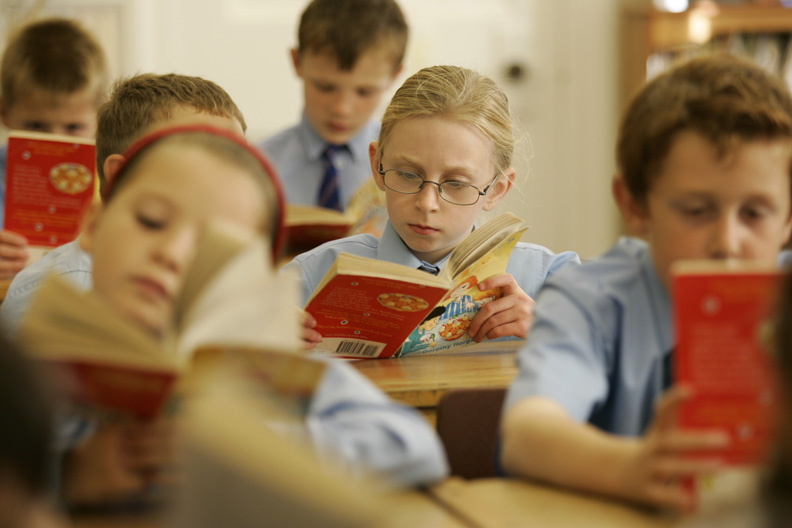
Với tỉ lệ trung bình 2.02 đứa trẻ trên 1 người phụ nữ trong suốt đời mình (năm 2008). Pháp là quốc gia có khả năng sinh sản cao nhất Liên minh châu Âu.

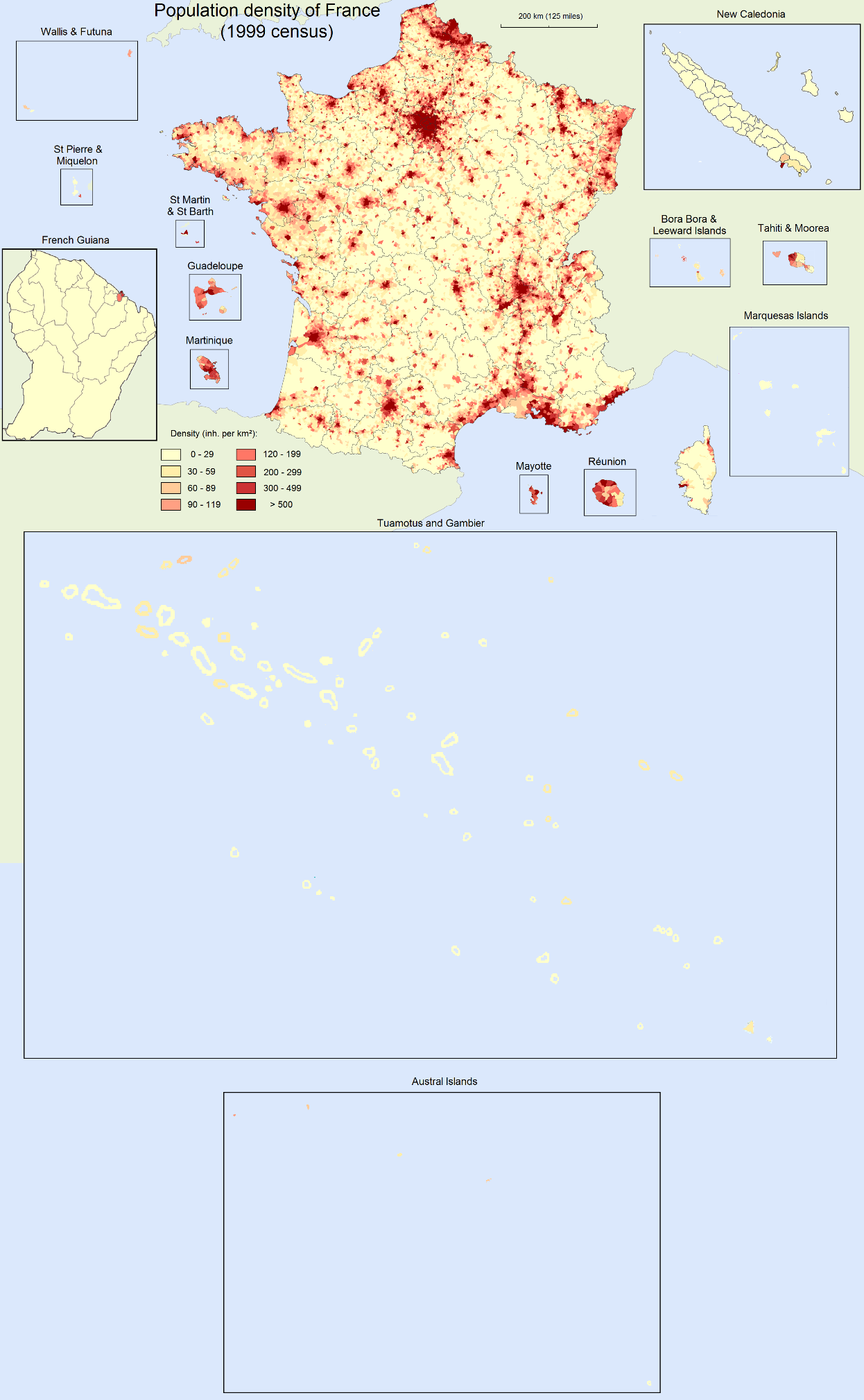

Vào ngày 1 tháng 1 năm 2010. 65.447.374 người sống tại Cộng hòa Pháp. 62.793.432 trong số đó sống tại lãnh thổ chính quốc Pháp, còn 2.653.942 người sống tại các lãnh thổ hải ngoại.

## Lịch sử dân số tại lãnh thổ chính quốc Pháp
| Năm    | Dân số     | Năm  | Dân số     | Năm  | Dân số         |
| ------ | ---------- | ---- | ---------- | ---- | -------------- |
| 50 TCN | 2.500.000  | 1806 | 29.648.000 | 1896 | 40.158.000     |
| 1      | 5.500.000  | 1811 | 30.271.000 | 1901 | 40.681.000     |
| 120    | 7.200.000  | 1816 | 30.573.000 | 1906 | 41.067.000     |
| 400    | 5.500.000  | 1821 | 31.578.000 | 1911 | 41.415.000     |
| 850    | 7.000.000  | 1826 | 32.665.000 | 1921 | 39.108.000     |
| 1226   | 16.000.000 | 1831 | 33.595.000 | 1926 | 40.581.000     |
| 1345   | 20.200.000 | 1836 | 34.293.000 | 1931 | 41.524.000     |
| 1400   | 16.600.000 | 1841 | 34.912.000 | 1936 | 41.502.000     |
| 1457   | 19.700.000 | 1846 | 36.097.000 | 1946 | 40.506.639     |
| 1580   | 20.000.000 | 1851 | 36.472.000 | 1954 | 42.777.162     |
| 1594   | 18.500.000 | 1856 | 36.715.000 | 1962 | 46.519.997     |
| 1600   | 20.000.000 | 1861 | 37.386.000 | 1968 | 49.780.543     |
| 1670   | 18.000.000 | 1866 | 38.067.000 | 1975 | 52.655.864     |
| 1700   | 21.000.000 | 1872 | 37.653.000 | 1982 | 54.334.871     |
| 1715   | 19.200.000 | 1876 | 38.438.000 | 1990 | 56.615.155     |
| 1740   | 24.600.000 | 1881 | 39.239.000 | 1999 | 58.518.395     |
| 1792   | 28.000.000 | 1886 | 39.783.000 | 2006 | 61.399.719     |
| 1801   | 29.361.000 | 1891 | 39.946.000 | 2010 | 62.793.432 (*) |

(*) Chú thích: 
- 62.793.432 chưa tính những lãnh thổ phụ thuộc.
- 65.447.374 đã tính những lãnh thổ phụ thuộc.[2]